# Trưởng quan Bắt Chuột tại Văn phòng Nội các
Trưởng quan Bắt Chuột tại Văn phòng Nội các (tiếng Anh: Chief Mouser to the Cabinet Office) là chức danh cho chú mèo sống tại Phủ Thủ tướng Vương quốc Liên hiệp Anh và Bắc Ireland ở Số 10 Phố Downing. Đã có nhiều chú mèo đảm nhận nhiệm vụ bắt chuột tại Phố Downing, nhưng theo website của Phủ Thủ tướng Anh, mèo Larry đương nhiệm là chú mèo đầu tiên chính thức nhận chức danh này, còn theo một bản tin trên BBC thì trước đó, mèo Humphrey (nhiệm kỳ 1989-1997) đã được nhận danh hiệu Trưởng quan Bắt Chuột. Đã từng có một chú mèo tại Văn phòng Bộ Tài chính Anh Quốc hoặc Phố Downing giữ chức vụ bắt chuột và làm thú nuôi trong triều đại Henry VIII, do Hồng y Wolsey mang theo khi ông nhận chức Đại Chưởng ấn vào năm 1515.

## Lịch sử
Dựa trên các tài liệu được công bố chính thức vào ngày 4 tháng 1 năm 2005 theo tinh thần của Đạo luật Tự do Thông tin 2000, kể từ ngày 3 tháng 6 năm 1929, khi A.E. Banham tại Bộ Tài chính ủy quyền cho người giữ văn phòng "chi 1 penny mỗi ngày từ quỹ tiêu vặt để chăm lo cho chú mèo". Vào tháng 4 năm 1932, trợ cấp cho chú mèo được tăng lên 1 shilling 6 penny một tuần. Đến trước thế kỷ XXI, chi tiêu cho Trưởng quan Bắt Chuột tốn 100 bảng Anh mỗi năm. Chú mèo không nhất thiết phải thuộc về Phủ Thủ tướng và cũng hiếm có trường hợp nhiệm kỳ của Trưởng quan Bắt Chuột trùng với nhiệm kỳ Thủ tướng. Chú mèo tại nhiệm lâu nhất ở Phố Downing được biết đến là Wilberforce, với khoảng thời gian 13 năm và qua các đời Thủ tướng Edward Heath, Harold Wilson, Jim Callaghan, và Margaret Thatcher.

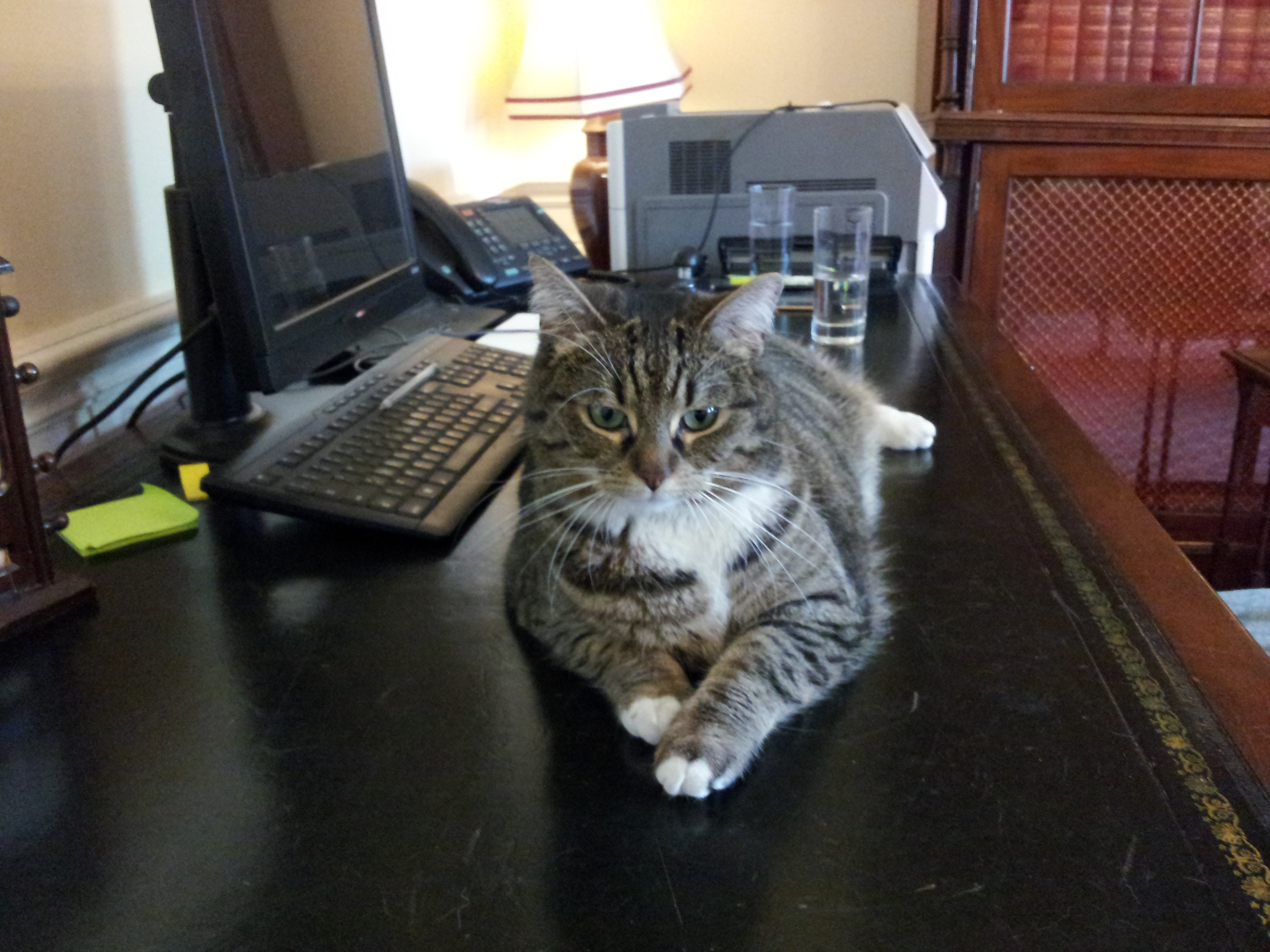
Mèo Freya, tại nhiệm trong giai đoạn 2012-2015, dưới thời Thủ tướng David Cameron

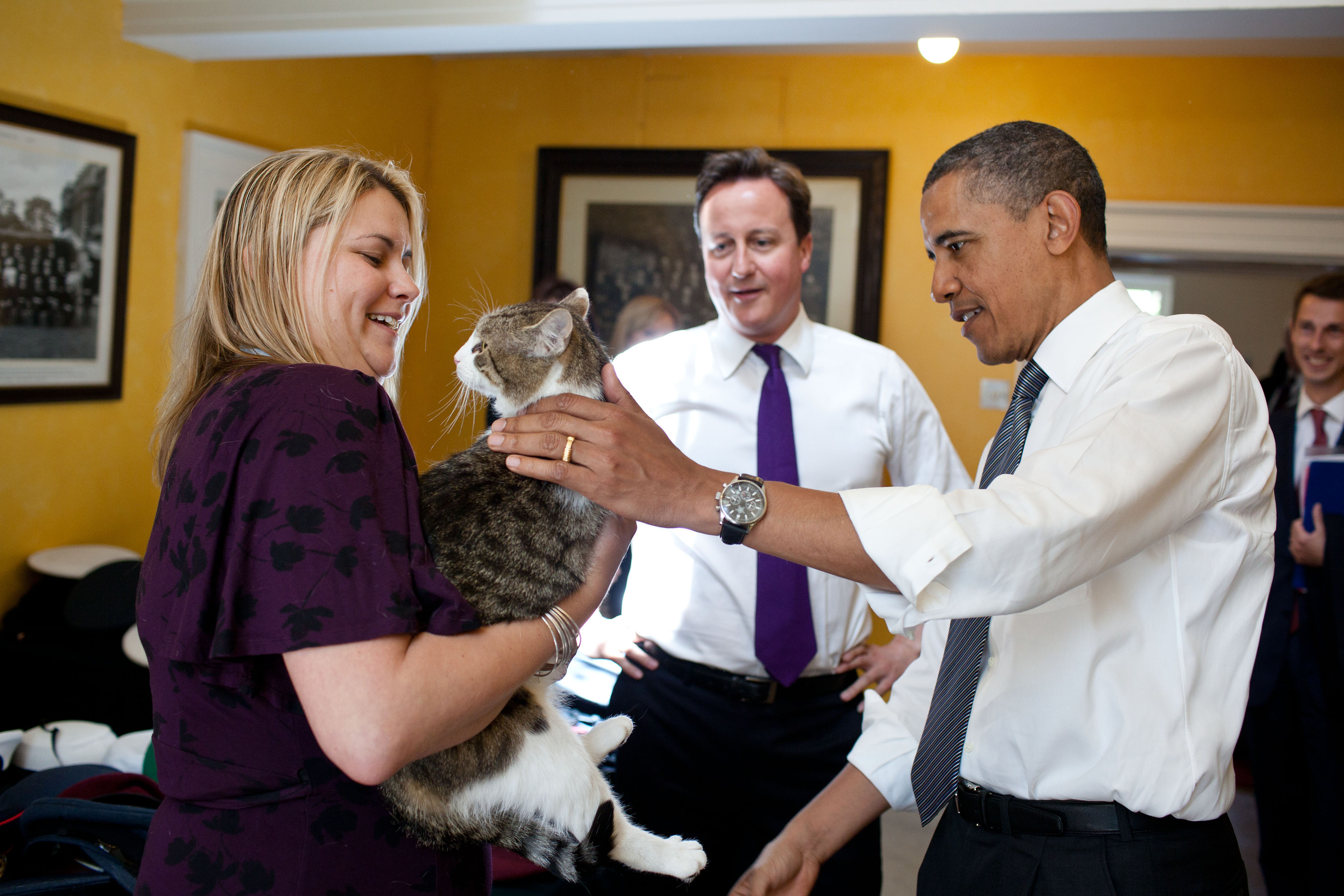
Thủ tướng Anh David Cameron giới thiệu với Tổng thống Barack Obama về mèo Larry ngày 25 tháng 5 năm 2011. (Ảnh chính thức của Nhà Trắng)

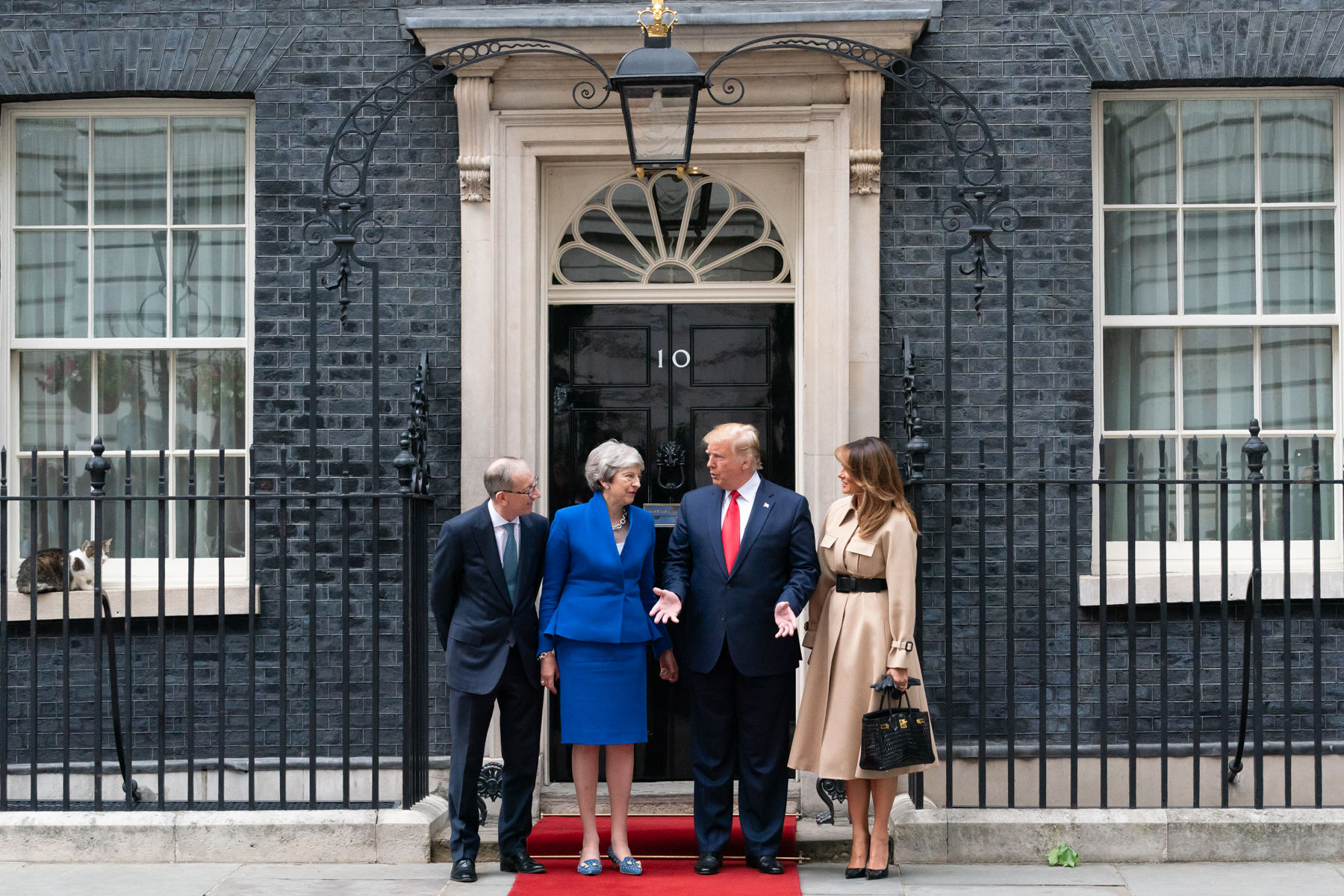
Thủ tướng Anh Theresa May và chồng bà, ông Philip chào đón Tổng thống Donald J. Trump và Đệ nhất phu nhân Melania Trump trước dinh Thủ tướng ngày 4 tháng 6 năm 2019. Với mèo Larry ở bên trái, sau song cửa sổ

Đương chức Trưởng quan Bắt Chuột là chú mèo Larry, nhậm chức từ ngày 15 tháng 2 năm 2011. Cô mèo Sybil, Trưởng quan Bắt Chuột tiền nhiệm, đã kết thúc công việc vào tháng 1 năm 2009. Mèo Sybil, nhậm chức vào ngày 11 tháng 9 năm 2007, lần đầu tiên sau mười năm chức vụ này trống kể từ khi mèo Humphrey tiền nhiệm nghỉ hưu năm 1997. Mèo Sybil là thú nuôi của Bộ trưởng Bộ Tài chính khi đó, ông Alistair Darling, cư ngụ tại Số 10 Phố Downing còn Thủ tướng Gordon Brown sống tại nhà lớn hơn ở Số 11 Phố Downing. Báo chí đưa tin rằng khi kết thúc nhiệm kỳ, Sybil không ở lại Luân Đôn mà đã trở về Scotland để sống với một người bạn của gia đình Darling. Sybil chết vào ngày 27 tháng 7 năm 2009.
Tháng 1 năm 2011, chuột cống lại xuất hiện trên Phố Downing, "sục sạo trên từng bước đường ở Số 10 Phố Downing đến hai lần suốt bản tin truyền hình," ITN loan tin. Tại thời điểm đó, chức vụ Trưởng quan Bắt Chuột đang trống, phát ngôn viên của Thủ tướng Anh khi đó phát biểu rằng họ "không có kế hoạch" tuyển mèo để giải quyết vấn đề này; tuy vậy, qua hôm sau, báo chí đưa tin phát ngôn viên lại nói có những "phe thân-miêu" tại Phố Downing, khiến Phủ Thủ tướng phải suy xét đến việc tìm mèo tiếp nhiệm chức Trưởng quan Bắt Chuột để đối phó với lũ chuột. Ngày 14 tháng 2 năm 2011, mèo "Larry" được loan tin sẽ đảm nhận chức vụ này. Tờ London Evening Standard cho biết chú mèo được đích thân Thủ tướng David Cameron và gia đình lựa chọn tại Nhà Chó Mèo Battersea.
Tháng 9 năm 2012, có tin là Thủ tướng David Cameron sa thải mèo Larry và đưa cô mèo mướp Freya của Bộ trưởng Bộ Tài chính George Osborne làm Trưởng quan Bắt Chuột mới để tuần tra các nhà số 10, 11, và 12 trên Phố Downing. Một số nguồn tin khác thì mô tả vụ dàn xếp này là "chia sẻ công việc" để tránh cảm giác tiếc nuối. Chức vụ Trưởng quan Bắt Chuột trước đây cũng có đồng nhiệm, hoặc luân phiên nhau – mặc dù chức vụ này có thể, và đã từng bị bỏ trống trong một thời gian dài. Mèo Larry là Trưởng quan Bắt Chuột duy nhất được ghi danh trên website chính thức của nhà số 10. Tháng 11 năm 2014 Freya rời Phố Downing và chỉ còn Larry giữ chức Trưởng quan Bắt Chuột.

## Nghiên cứu khuynh hướng chính trị với đối tượng là Trưởng quan Bắt Chuột
Robert Ford, nhà khoa học chính trị tại Đại học Manchester, báo cáo trên một khảo sát của công ty nghiên cứu tiếp thị YouGov về phản ứng của Đảng viên hoặc cảm tình viên chính trị với các chú mèo ở Phố Downing. Người tham gia khảo sát được cho xem hình của mèo Humphrey, Trưởng quan Bắt Chuột do Thủ tướng Margaret Thatcher chỉ định, và được tiết lộ rằng chú mèo này hoặc là của Thủ tướng Thatcher hoặc là của Thủ tướng Tony Blair. Cảm tình dành cho chú mèo chia rẽ theo khuynh hướng chính trị: những người ủng hộ Đảng Bảo thủ thích thú với chú mèo nhiều hơn khi được bảo rằng đây là mèo của bà Thatcher (lãnh tụ Đảng Bảo thủ), ngược lại ủng hộ viên của Công Đảng đặc biệt yêu thích chú khi được nói rằng đây là mèo của ông Blair (lãnh tụ Công Đảng). Ford kết luận chính khuynh hướng chính trị đã định hình phản ứng của người dân về mọi thứ mà một chính trị gia làm, nhưng không đáng kể, cũng tương ứng với hiệu ứng hào quang (và ngược lại, "hiệu ứng đuôi nĩa") mà các nhà tâm lý học đã quan sát.

## Danh sách Trưởng quan Bắt Chuột
| Mèo           | Bắt đầu nhiệm kỳ | Kết thúc nhiệm kỳ | Thủ tướng                                                                                 | Nguồn         |
| ------------- | ---------------- | ----------------- | ----------------------------------------------------------------------------------------- | ------------- |
| Treasury Bill | 1924             | 1924              | Ramsay MacDonald                                                                          | [ 21 ]        |
| Peter         | 1929             | 1946              | Stanley Baldwin, Ramsay MacDonald, Neville Chamberlain, Winston Churchill, Clement Attlee | [ 5 ]         |
| Munich Mouser | 1937–40          | 1943              | Neville Chamberlain, Winston Churchill                                                    | [ 22 ] [ 23 ] |
| Nelson        | thập niên 1940   | thập niên 1940    | Winston Churchill                                                                         | [ 23 ] [ 24 ] |
| Peter         | 1941–46          | 1941–46           | Winston Churchill, Clement Attlee                                                         | [ 9 ]         |
| Peter II      | 1946             | 1946              | Clement Attlee                                                                            | [ 5 ]         |
| Peter III     | 1946             | 1964              | Clement Attlee, Winston Churchill, Anthony Eden, Harold Macmillan, Alec Douglas-Home      | [ 5 ]         |
| Peta          | 1964             | khoảng 1976       | Alec Douglas-Home, Harold Wilson, Edward Heath                                            | [ 5 ]         |
| Wilberforce   | 1973             | 1988              | Edward Heath, Harold Wilson, Jim Callaghan, Margaret Thatcher                             | [ 25 ]        |
| Humphrey      | 1989             | 1997              | Margaret Thatcher, John Major, Tony Blair                                                 | [ 26 ]        |
| Sybil         | 2007             | 2009              | Gordon Brown                                                                              | [ 25 ] [ 27 ] |
| Freya         | 2012             | 2014              | David Cameron                                                                             | [ 18 ]        |
| Larry         | 2011             | nay               | David Cameron, Theresa May, Boris Johnson, Liz Truss, Rishi Sunak                         | [ 17 ]        |